# Пан Халявский
«Пан Халявский» — исторически-бытовой сатирический роман Григория Квитки-Основьяненко. В книге подробно описывается быт и отношения украинских помещиков-обывателей на рубеже XVIII—XIX веков, особенно подробно даётся описание отношения к пище и к наукам.
Первая часть была впервые опубликована в журнале «Отечественные записки» в 1839 году, в 1840 году роман вышел отдельной книгой в Санкт-Петербурге.

## Сюжет
В романе сравнивается прошедшее время с настоящим. Речь ведётся от лица престарелого украинского помещика Трофима Мироновича Халявского. Он вспоминает своё детство, своих родителей и их уклад жизни, своё обучение, службу в армии, сватовство, делёж наследства с братьями, поездку в Санкт-Петербург, женитьбу и семейную жизнь. Труня, обильно вскормленный своей маменькой, не воспринимает перемен, не интересуется грамотой и наукой, не приспособлен к светской жизни, и все его заботы касаются еды и своего круглого тела. Больше всего герой сетует, что «кушанья уже не те, и кушать так и вовсе разучились».

## Критика
Критика настороженно отнеслась к публикации первых частей романа. В. Г. Белинский 19 августа 1839 года в письме редактору «Отечественных записок» А. А. Краевскому подчеркнул, что роман «потешен и забавен», но при втором чтении — «от него немного тошнит»: «Это не творчество, а штучная работа, сбор анекдотов, словом — возведение малороссийской жизни до идеала…» В январе 1841 года в журнале «Библиотека для чтения» появилась анонимная рецензия, отозвавшаяся об авторе как «об ужасном провинциале, выжившем из юмора шутнике, который ищет слушателей для своих острот». Но уже первые публикации получили и одобрительные отзывы, например, А. А. Краевского, написавшего автору: «Ваши „Пан Халявский“ и „Головатый“ остаются навсегда памятниками русской литературы; не забудут их и читатели». Белинский позднее также похвально отозвался об «уморительных похождениях этого малороссийского чудака». «Кто смешлив от природы, советуем не читать „Пана Халявского“, если боится заболеть от хохота: уморительнее ничего нельзя выдумать».